# 塞尔马龙属
塞爾馬龍（學名：Selmasaurus）是種中型滄龍類，屬於扁掌龍亞科，化石發現於美國阿拉巴馬州的Mooreville白堊層，年代為白堊紀晚期（坎潘階）。在1975年，地質學家Samuel Wayne Shannon首次提到這個阿拉巴馬州的滄龍類，當時的狀態為疑名。在1988年，古動物學家Caitlin R. Kiernan等人正式命名塞爾馬龍。模式標本（編號GSATC 221）包含一個不完整的頭骨，該頭骨的保存狀態良好但關節脫落，除此之外還有神經弓、第一節頸椎、以及一個頸部的神經弓。頭骨包含額骨、頂骨、左外翼骨、左顴骨、上顳骨、基枕骨、基蝶骨、方骨。塞爾馬龍目前只有一個標本。
塞爾馬龍的屬名是以塞爾馬群（Selma Group）為名；種名則是以古生物學家戴爾·羅素（Dale A. Russell）為名，戴爾·羅素曾做出許多滄龍類的研究。

## 演化關係
科學家將塞爾馬龍歸類於滄龍科扁掌龍亞科，該亞科以頭蓋骨基部（Basicranium）的形狀作為根據，另包含：板踝龍、扁掌龍、伸展龍（Ectenosaurus）。塞爾馬龍的最近親是伸展龍，但塞爾馬龍的頭骨較短、較鈍。

## 頭骨運動性
大部分滄龍類的頭骨各骨頭可以移動，使嘴巴張開時更寬，已吞下獵物。塞爾馬龍的頭骨無法做出這些動作，在滄龍類中相當獨特。